# Верхній Тихтем
Верхній Тихте́м (рос. Верхний Тыхтем, башк. Үрге Тиктәм) — присілок у складі Калтасинського району Башкортостану, Росія. Входить до складу Кельтеївської сільської ради.
Населення — 258 осіб (2010; 291 у 2002).
Національний склад:
- удмурти — 68 %